# Shout It Out (canção de Reece Mastin)
"Shout It Out" é uma canção gravada pelo cantor e compositor australiano Reece Mastin, contida em seu segundo álbum de estúdio, ainda sem nome (2012). Foi composta por Michael Tan, Reece Mastin e DNA Songs e produzida pelo ultimo.
A música estreou na primeira colocação da australiana ARIA Singles Chart na primeira colocação e fez de Mastin o segundo artista a liderar a tabela com duas músicas na década de 2010 e foi certificada de ouro pela Australian Recording Industry Association (ARIA) por 35 mil cópias comercializadas.

## Precedentes e composição
Mastin revelou que o segundo single de trabalho já estava pronto e que se chamaria "Shout It Out". A capa foi revelada a 23 de junho de 2012 em seu Facebook. Dois dias depois, trinta e oito segundos da canção foram divulgados pela SoundCloud. No dia 29 do mesmo mês, a canção foi lançada para download digital na Austrália e Nova Zelândia. "Shout It Out" foi escrita por Michael Tan, Anthony Egizii e David Musumeci, co-escrita por Mastin e DNA Songs e produzida pelo ultimo. Um escritor para o Yahoo!7 escreveu que a faixa tem o melhor conteúdo lírico em comparação com seus singles anteriores "Good Night" (2011) e "Shut Up & Kiss Me" (2012).
Em 28 de junho de 2012, Mastin interpretou a canção na Nova 100, uma rádio australiana localizada em Melbourne. A faixa estreou na primeira posição da Austrália vendendo 23 mil cópias. "Shout It Out" foi a 97ª a estrear na primeira posição da ARIA Singles Chart e a 427ª a alcançar este pico. Na mesma semana, "Shout It Out" estreou na oitava posição da New Zealand Singles Chart.

## Lista de faixas
| Descarga digital |                |         |  |
| N.º              | Título         | Duração |  |
| 1.               | "Shout It Out" | 3:30    |  |

## Desempenho nas paradas

### Posições
| Tabela (2012)                     | Melhor posição |
| --------------------------------- | -------------- |
| Austrália (ARIA)                  | 1              |
| Nova Zelândia (Recorded Music NZ) | 8              |

| País      | Provedor | Certificações |
| --------- | -------- | ------------- |
| Austrália | ARIA     | Ouro          |

## Histórico de lançamento
| País          | Data                | Formato          | Gravadora                          |
| ------------- | ------------------- | ---------------- | ---------------------------------- |
| Austrália     | 29 de junho de 2012 | download digital | Sony Music Entertainment Australia |
| Nova Zelândia | 29 de junho de 2012 | download digital | Sony Music Entertainment Australia |